# Линейные корабли типа «Бисмарк»
Линкоры типа «Бисмарк» — тип линейных кораблей (нем. Schlachtschiff), состоявший на вооружении кригсмарине в годы Второй мировой войны. Всего построены два корабля — «Бисмарк» и «Тирпиц». Самые мощные линкоры и самые крупные боевые корабли, построенные в Германии.
Построены с нарушением лимита водоизмещения Вашингтонского соглашения — водоизмещение кораблей превышало лимит на 6000 т. Имели необычайно большую массу брони. Схема защиты отличалась от схемы «всё или ничего», применявшейся на линкорах других стран, и фактически являлась развитием схемы бронирования линкоров типа «Шарнхорст» с большой площадью бронирования борта и явным преобладанием вертикальной брони над горизонтальной. Вооружение также было не вполне обычным. Вместо трёх- и четырёхорудийных башен, применявшихся для экономии водоизмещения на линкорах других стран, линкоры этого типа несли четыре двухорудийные башни с 380-мм орудиями.
«Бисмарк» погиб в 1941 году в первом же боевом походе, перед этим потопив в сражении в Датском проливе британский линейный крейсер «Худ». «Тирпиц» всю свою боевую службу находился в Норвегии, участвуя в охране побережья и охоте на арктические конвои. Для его нейтрализации были проведены несколько операций Королевского флота и Королевских ВВС, в результате которых в 1944 году потоплен сверхтяжёлыми бомбами «Толлбой» в норвежском Тромсё.

## История создания
Исследовательские работы над проектом линкора водоизмещением 35 000 т начались в Германии ещё в 1932 году. По условиям Версальского договора такое строительство было запрещено, поэтому работы велись в обстановке секретности. Так как Франция в то время строила линкор «Дюнкерк» с 330-мм орудиями, немцами рассматривался вариант линкора с восемью 330-мм орудиями и 30-узловой скоростью. Предварительные расчёты показали, что в рамках заданных характеристик линкор с хорошей защитой может уложиться в водоизмещение 35 000 т, однако при увеличении вооружения до восьми 350-мм орудий водоизмещение резко возрастало до 41 000 т.
Весной 1934 года в управлении кораблестроения Имперского морского ведомства были начаты работы над линкором «F». Задавались следующие характеристики: водоизмещение 35 000 т, вооружение из восьми 330-мм, 12 150-мм, 16 105-мм орудий, бронирование — главный пояс 350 мм, пояс в оконечностях 150 мм, броневая палуба 100 мм, скосы и палуба над погребами 120 мм, верхняя палуба 50 мм, барбеты башен главного калибра 350 мм, 150-мм — 150 мм, боевая рубка 400 мм, противоторпедная переборка 60 мм, противоосколочная защита борта 60 мм.
Предварительные расчёты показали невозможность выполнения требований к бронированию, после чего их пересмотрели. Главный пояс был уменьшен до 320 мм, пояс в носу — до 70 мм, в корме — до 90 мм. Среди вариантов энергетической установки рассматривались дизели, паровые турбины и турбоэлектрическая установка.
В качестве основной схемы размещения орудий главного калибра рассматривалась схема размещения восьми орудий линейно-возвышенно в четырёх двухорудийных башнях. Германские адмиралы склонялись именно к такому варианту: несмотря на больший вес по сравнению с использованием трёх- и четырёхорудийных башен, он обеспечивал лучшее управление огнём, распределение огня по оконечностям, живучесть и более простые системы подачи боезапаса, что обеспечивало более высокую скорострельность.
2 ноября 1934 года было решено, что для превосходства в скорости над «Дюнкерком» и любыми будущими европейскими линкорами необходимы были 33-узловая максимальная на мерной миле и 30-узловая продолжительная в море скорости. Глава общего отдела вице-адмирал Гюнтер Гузе снизил эти скорости до 29 и 27 узлов. Они были приняты для первого и второго предварительных проектов, но 26 ноября их ещё снизили до 28 и 27 соответственно. Водоизмещение линкора оценивалось в 37 200 т.
Ещё 10 ноября главнокомандующий военно-морским флотом адмирал Эрих Редер указал на то, что водоизмещение не должно превышать 35 000 т, а габариты должны учитывать ограничения существующих мест докования и стоянки. После перепроверки расчётов конструкторы уверили Редера, что уложиться в заданные им требования нереально. 21 декабря адмирал согласился на рост водоизмещения, но только при условии значительного роста боевой мощи. Он потребовал подготовить два варианта — с 330-мм орудиями и турбоэлектрической установкой, а также вариант с 350-мм орудиями и паротурбинной установкой. При этом Редер интерпретировал скорость 28 узлов как продолжительную.
Расчёты показали, что оба варианта исключают постройку на верфи «Дойче Верке» в Киле. На совещании 17 января 1935 года было решено не ограничиваться размерами стапелей в Киле и Вильгельмсхафене и следует учитывать только размеры доков и глубины в немецких базах, что приводило к необходимости уложиться в длину 242 м, ширину 36 м и осадку 10 м. На этом же совещании было решено выбрать проект с 350-мм орудиями и паровой турбиной. Несмотря на уменьшение толщин барбетов под верхней палубой до 320 мм, более детальные расчёты показали рост водоизмещения до 39 000. Редер приказал скрыть эти данные и во всех документах указывать стандартное водоизмещение равным 35 000 т.
16 марта 1935 года Германией был денонсирован Версальский договор, налагавший ограничения в том числе и на военно-морской флот. В новых условиях рассматривался вариант постройки линкора с 380-мм орудиями, как собирались делать Франция и Италия. Однако при размещении такого главного калибра водоизмещение возрастало до 42 000 — 42 500 т. При этом максимальная осадка доходила до 9,4 м, что делало невозможным использовать док в Вильгельмсхафене. На основании этих соображений 1 апреля Редер утвердил проект с 350-мм орудиями водоизмещением 41 000 т, однако 9 мая 1935 года, после личного указания Гитлера, было решено строить линкор с 380-мм орудиями.
Вновь были рассмотрены несколько вариантов силовых установок и вариант размещения 150-мм орудий в казематах, что экономило вес и давало лучшую защиту орудий. В проекте А2 использовалась трёхвальная паротурбинная установка мощностью 115 000 л. с. (85,76 МВт), а 150-мм орудия располагались в четырёх двухорудийных установках С/34 и четырёх одноорудийных MPL С/20. В проекте A3 все орудия размещались в казематах. В проекте А4 все 150-мм орудия размещались в двухорудийных установках LC/34, при этом центральная пара была поднята на одну палубу выше. Проект А5 был вариантом А2 с турбоэлектрической установкой.
В результате рассмотрения этих проектов 7 июня было принято окончательное решение о расположении всех 150-мм орудий в башнях. Для усиления защиты борт до верхней палубы защищался 150-мм плитами. Успешное использование турбоэлектрической установки на лайнере «Шарнхорст» (англ. SS Scharnhorst) привело к её выбору в качестве силовой установки нового линкора. Несмотря на большую на 600 т массу, это давало значительный прирост в дальности плавания. Так как водоизмещение и габариты превышать было нельзя, необходимо было изыскать дополнительный вес за счёт каких-то других статей нагрузки.
18 июня 1935 года было подписано англо-германское морское соглашение, по которому Германия получила право строить флот, составляющий 35 % от британского, и обязалась выполнять условия Вашингтонского договора 1922 года и Лондонского договора 1930 года и не строить линкоры водоизмещением свыше 35 000 т. Но на эти ограничения конструкторы не обращали внимания, так как считалось, что на момент вступления в строй линкоров они утратят силу.
23 августа 1935 года был представлен проект А13 с трёхвинтовой турбоэлектрической установкой. В целом проект был одобрен, но Редер потребовал изменить компоновку надстройки и увеличить количество 37-мм спарок с четырёх до восьми. Для экономии веса толщина барбетов ГК ниже верхней палубы была уменьшена до 220 мм, толщина броневой палубы местами была уменьшена со 100 до 80 мм. В то же время нижняя палуба в носовой части получила бронирование в 20 мм, броневая палуба над погребами усиливалась до 95 мм, броневые траверзы были продолжены до верхней палубы.
Вес продолжал оставаться проблемой, и 23 ноября 1935 года Редер вынужденно согласился с уменьшением толщины главного пояса до 300 мм. Из-за завышенных требований заказчика (реверс полного хода вперёд на полных назад за 20 секунд), подрядчик — берлинская «Сименс-Шукерт Верке» не успевала обеспечить изготовление турбоэлектрической установки к нужному сроку. У кораблестроителей вызывали обеспокоенность неопробованность установки и сложность её эксплуатации и ремонта. В конечном счёте в июне 1936 года кораблестроительный отдел предложил заменить её на обычную турбинную. 6 июня Редер согласился на это предложение. Высвободившийся вес пошёл на увеличение толщины пояса до 320 мм. Применение сварки позволяло сэкономить дополнительный вес и увеличить в районе погребов толщину палубы с 95 до 100 мм, а скосы со 100 до 120 мм. Однако эти изменения были сделаны только на втором корабле серии. К декабрю 1936 года любое изменение толщин палубы было невозможно, так как плиты для неё были уже раскатаны.
Стапели для постройки кораблей таких габаритов имелись только на четырёх верфях — военно-морская верфь в Вильгельмсхафене, «Дойче-Верке» в Киле, «Блом унд Фосс» в Гамбурге и «АГ Везер» концерна «Дешимаг» в Бремене. При этом первые два были заняты постройкой линкоров «Шархорст» и «Гнейзенау».
Заказ на линкор «F», будущий «Бисмарк», был выдан верфи «Блом унд Фосс» 16 ноября 1935 года. В документах он проходил под обозначением «Эрзац-Ганновер». Его хотели заложить раньше 1 января 1936 года, но по политическим причинам этого не сделали. Чтобы ввести его в строй как можно быстрее, 1 октября 1939 года, вместо первоначально запланированного 1 декабря 1939 года, было принято решение ускорить темпы строительства. При спуске на воду линкор получил имя «Бисмарк».
Линкор «G», будущий «Тирпиц», решили заказать казённой верфи в Вильгельмсхафене после спуска на воду «Шарнхорста». Размер стапеля не позволял строить линкор такого размера полностью, поэтому изначально планировалось закладывать только часть корпуса. Верфь получила заказ 14 июня 1936 года. Закладка была запланирована на 1 января 1937 года, а сдача флоту 1 февраля 1940 года.

## Конструкция

### Корпус
Проектные работы по новым линкорам велись в конструкторском отделе Управления кораблестроения под руководством министерского советника Германа Буркхардта.
Корпус имел характерную для германского кораблестроения веретенообразную форму. Он был гладкопалубным, с заметной седловатостью для улучшения мореходности. По окончательному проекту максимальная длина составила 241,6 м, а ширина 36 м. При этом форштевень был практически вертикальным, а корма имела округлую форму. В процессе постройки форма носовой оконечности была изменена. Для повышения мореходности линкоры получили клиперный или, как называли в Германии, «атлантический» форштевень. На «Бисмарке» эти работы были проделаны при достройке в сентябре 1939 года, а на «Тирпице» — ещё на стапеле. После этого длина корабля увеличилась примерно на 3 м. В сочетании с высоким бортом и увеличенным развалом носовых шпангоутов это обеспечило хорошую мореходность.
Большое внимание было уделено снижению сопротивления за счёт оптимизации обводов. В носовой части для снижения волнового сопротивления корпус в подводной части имел заметное бульбовидное утолщение. Итогом стало значение призматического коэффициента равное 0,56.
Большое внимание было уделено экономии веса корпуса за счет тщательного подбора материалов и широкого использования сварки. Для листовых материалов толщиной 20 мм и выше использовалась сталь высокого напряжения марки St.52 (Schiffbaustahl 52). Для более тонких конструкций использовалась мягкая St.45. Для соединений в 90-95 % использовалась электросварка, включая набор, палубы, обшивку и нецементированную броню. Для сварки последней использовались специальные электроды. Исключения составляли только наиболее ответственные элементы конструкции, такие как противоторпедная переборка (ПТП) и нижняя броневая палуба. В конструкции широко использовались легкие сплавы — мебель изготавливалась из алюминия. При этом для стульев алюминий не использовался, так как высокая стоимость не давала значительной экономии веса. Алюминий не использовался и в переборках.
Штевни были выполнены составными из литых деталей. Силовой набор — смешанный, рассчитанный на длину волны в 1/20 от длины корабля. Центральный киль шёл на двух участках — от шпангоута 47,6 до 154,6 и от шп. 224 до форштевня. Между шп. 154,6 и 224 его роль играла продольная переборка по диаметральной плоскости (ДП). В корме до шп. 47,6 с той же целью использовались стрингеры. Для докования киль подкреплён пластинами, приваренными с интервалом в 500 мм. Двойное дно шло на 83 % длины корпуса и имело переменную высоту. В центральной части его высота составляла 1700 мм, в оконечностях снижаясь до 1200 мм. Полости двойного дна использовались для хранения нефти и воды. Набор двойного дна собирался по бракетной схеме — с восемью неразрезными стрингерами с каждой стороны от киля. Стрингеры III и VIII были водонепроницаемыми. Стрингер VIII соединялся с ПТП. Боковые кили приваривались к обшивке и шли от шп. 88,8 до шп. 141,1. Их максимальная ширина составляла 1000 мм, а площадь каждого — 55 м². Дно с внешней стороны подкреплялось четырьмя доковыми килями в районе стрингеров III и VIII. Крепление элементов двойного дна производилось сваркой.
Выше двойного дна продольные связи выполнялись неразрезными. В районе главного броневого пояса неразрезными уже становились шпангоуты, доходившие до верхней палубы. В оконечностях набор переходил в продольную схему, но с меньшим числом стрингеров. Наибольшая толщина обшивки составляла 20 мм.
Главная ПТП шла от шп. 32 до шп. 202,7, поднимаясь по высоте примерно на 1400 мм над уровнем нижней броневой палубы, возвышаясь до 2400 мм в районе барбетов кормовой пары 150-мм башен. Эта переборка изготавливалась с использованием клёпанных соединений. Над броневой палубой переборка переходила в продольную противоосколочную переборку. Она доходила до верхней палубы, огибая на своём пути барбеты 150-мм башен. Дополнительно пара продольных переборок между броневой и верхней палубами тянулась от барбета башни «В» к барбету башни «С», на расстоянии примерно 4800 мм от диаметральной плоскости (ДП).
В кормовой части продольные переборки шли между шпангоутами 10,5 и 32, поднимаясь от внутреннего дна до броневой палубы. Носовые машинные отделения между шп. 98,3 и 112,3 были разделены переборкой по диаметральной плоскости. По высоте она также шла от внутреннего дна до броневой палубы. Эта переборка продолжалась до шп. 91,3 но по высоте только до нижней броневой палубы. В носовой части между шп. 154,6 и 224 по ДП также шла переборка переменной высоты — от киля до нижней броневой палубы или верхней платформы.
Корпус делился по высоте 7 палубами со средним межпалубным расстоянием около 2,4 м. Из них сплошными были только верхняя (Oberdeck), батарейная (Batteriedeck) и главная или броневая (Panzerdeck). Остальные палубы были по сути платформами и располагались ниже броневой палубы. На верхней палубе от кормы до шпангоута 233 шёл тиковый настил толщиной 75 мм.
Поперечными переборками объём под броневой палубой делился на 22 водонепроницаемых отсека. В зависимости от расположения эти переборки шли по ширине между ПТП, продольными бортовыми переборками или обшивкой, разрезаясь переборкой по ДП. В отсеках с VIII по XIII, находилась энергетическая установка. Отсеки с III по XIX суммарной длинной 171,7 м прикрывались бортовой бронёй. По нижней кромке бортовой брони шёл размагничивающий кабель.
Кроме изменения формы носовой части в процессе постройки был внесён и ряд других изменений. Так, надстройку удлинили на 5 м. Для снижения воздействия дульных газов на посты управления огнём мостики подняли на один ярус выше, из-за чего надстройка получила характерную ступеньку. Дымовую трубу сместили на 7 м в нос, а грот-мачту — на 17 м в корму. Самолётные катапульты с первоначального положения позади грот-мачты переместили на спардек и жёстко закрепили перпендикулярно диаметральной плоскости. От хранения самолётов на катапультах отказались и по бортам от дымовой трубы были устроены два ангара.
Вместе с форштевнем изменили и положение якорей. Один якорь располагался непосредственно над форштевнем, а два других для снижения брызгообразования вместо бортовых клюзов разместили на верхней палубе. Для их сброса было установлено специальное механическое устройство. Четвёртый якорь располагался в корме в клюзе по левому борту.

#### Вспомогательное оборудование, судовые устройства и системы
Рулевое устройство
Линкоры оснащались двумя параллельными балансирными рулями площадью по 24,2 м², имевших форму трапеции. По ширине рули стояли примерно по середине между винтами с наклоном внутрь в 8°. Они были соединены с рулевыми машинами поперечным валом и парным приводом. Любая из двух машин могла управлять обоими рулями. Управление машинами осуществлялось системой Варда-Леонарда. Интересной особенностью было отсутствие в ходовой рубке привычного штурвала. Вместо него было коромысло-штурвал, наклоняя которое рулевой перекладывал руль вправо или влево.
На полных и средних ходах корабли хорошо слушались руля. При максимальной перекладке рулей на полном ходу угол возникавшего крена не превышал 3°, но корабль терял 2/3 скорости. Из-за трёхвинтовой установки линкоры плохо держали курс и требовалась его постоянная коррекция рулём. На малых и задних ходах управляемость была хуже из-за расположения рулей сравнительно малой площади между винтами. Так что, когда это было возможно, при проходе узкостей старались пользоваться помощью буксиров.
Вентиляция и охлаждение
Отсеки оборудовались системой вентиляции, для чего имелись 230 втяжных и вытяжных электрических вентилятора. Из них 18 втяжных и 3 вытяжных оборудовались охладителями воздуха. Кондиционерами оснащались корабельный лазарет, фотолаборатория и офицерская кают-компания.
Главная холодильная установка в отсеке XV на нижней платформе была электрической, с углекислым газом в виде рабочего тела. В XVI отсеке под башней «Бруно» размещались холодильники для провизии.
Шлюпки
По штату в состав плавсредств входили:
- Два 11-метровых адмиральских катера с размещением побортно на ангарах рядом с дымовой трубой;
- Четыре 11-метровых разъездных катера на кормовом ангаре;
- Один 9-метровый командирский катер рядом с адмиральским катером правого борта;
- Два 8-метровых полубаркаса рядом с адмиральским катером левого борта;
- Один 6-метровый полубаркас поверх ближнего к борту 8-метрового полубаркаса;
- Два 8-метровых гребных катера на шлюпбалках на верхней палубе;
- Два 8-метровых яла, также на шлюпбалках на верхней палубе (вместе с катерами — пара перед 150-мм башнями II, и вторая пара перед 150-мм башнями III);
- Два 4-метровых яла-двойки над кормовыми гребными катерами.

За время службы состав и размещение шлюпок неоднократно менялся. Так перед выходом «Бисмарка» в Атлантику с него сняли все катера и ялы с верхней палубы и разместили спасательные плоты различной формы и размера. На «Тирпице» кормовые ялы не ставились, а носовые были сняты летом 1941 года. Также на кораблях имелось четыре забортных трапа, которые обычно укладывались на палубе у носовой и кормовой надстроек, а в походном положении крепились в сложенном положении под кильблоками командирского и адмиральского катеров.
Для работы со шлюпками и гидросамолётами побортно рядом с катапультой были установлены два 12-тонных крана. На «Бисмарке» они стояли на верхней палубе, на «Тирпице» на первом ярусе надстройки. Кран правого борта на «Бисмарке» был на 1,5 м длиннее. На «Тирпице» из-за расположения дальше от борта оба крана были на 2,5 м длиннее, чем на головном корабле. Также на задней части трубы крепились два 4-тонных крана для перемещения гидросамолётов по палубе. Все краны были фирмы «Демаг».
Якорное и шпилевое устройство
Линкоры оснащались тремя становыми якорями Холла весом по 12 т, с креплением в клюзах — двух побортно и одного по центру над форштевнем. Всего для их подъёма имелись только два шпиля и две якорных цепи, поэтому одновременно могли работать только два якоря, а третий был запасным и крепился стопорными устройствами на палубе. Кормовой 9-тонный якорь Холла находился в клюзе по левому борту. Этот якорь на «Бисмарке» был снят перед операцией «Рейнюбунг», а «Тирпиц» лишился своего при атаке миниподлодок 22 сентября 1943 года. Кроме того, для швартовки имелись один носовой и два кормовых шпиля.
Экипаж
По проекту экипаж насчитывал 1927 человек с увеличением до 2106 при использовании линкора в качестве флагманского корабля. При вступлении в строй экипаж «Бисмарка» насчитывал 103 офицера и 1962 матроса. Во время атлантического рейда на «Бисмарке» находилось 2221 человек, из которых 65 относились к штабу Лютьенса и ещё 80 предназначались для призовых партий.
Кубрики матросов оснащались трёхъярусными койками. Имелось четыре камбуза: офицерский, унтер-офицерский и два матросских. Офицерский камбуз и кают-компания находились в надстройках. Для кормления матросов предусматривались две столовых в отсеках XV и VIII. Для унтер-офицеров в обеих столовых была отгорожена своя часть.

### Вооружение

#### Главный калибр
Основным вооружение линкоров типа «Бисмарк» были восемь 380-мм орудий 38-см/52 SK С/34 с размещением по линейно-возвышенной схеме в двухорудийных башнях. Производителем орудий и установок был концерн Круппа, стандартный поставщик германского флота. Ствол орудия состоял из внутренней трубы, лейнера, который вставлялся со стороны затвора, четырёх скрепляющих колец, защитного кожуха из четырёх частей, каждая из которых на 2/3 находила на предыдущую, казенной части и горизонтального клинового затвора. Общая масса орудия с затвором достигала 111 тонн. Орудие имело нарезку переменной крутизны — от 1/36 до 1/30 калибров на оборот. Число нарезов — 90. Глубина нареза 4,5 мм, ширина — 7,76 мм. В качестве противооткатных устройств использовались два гидравлических тормоза и один пневматический накатник.
Орудие было спроектировано по концепции «лёгкий снаряд, высокая начальная скорость», с использованием снарядов трёх типов — бронебойного, и фугасных с донным и головным взрывателем. Бронебойный снаряд Pz.Spr.Gr. L/4,4 (mhb) с бронебойным наконечником имел массу 800 кг. Бронебойный снаряд оснащался бронебойным наконечником, который повышал бронепробиваемость. Поэтому в ряде стран для повышения стойкости защиты предусматривалась дополнительная бронепреграда для его удаления. В германском снаряде бронебойный наконечник приваривался к телу снаряда, благодаря чему для его «сдирания» нужна была на 50 % более толстая броня — порядка 46 мм. Снаряд был оснащён алюминиевым баллистическим наконечником оживальной формы с радиусом закругления 10 калибров. Донный взрыватель Bdz.38 имел задержку 0,025-0,035 с и взводился при пробитии примерно 27-мм листа обычной стали. Фугасный снаряд с донным взрывателем Spr.Gr. L/4,5 Bdz (mhb). Применялся для стрельбы по крейсерам и был фактически полубронебойным. Оснащался таким же взрывателем Bdz.38. Фугасный снаряд Spr.Gr. L/4,6 Kz (mhb) оснащался головным взрывателем Kz.27 мгновенного действия и применялся для пристрелки, стрельбе по небронированным объектам и береговым целям. Оба фугасных снаряда также имели массу 800 кг. В 1944 году в боекомплект «Тирпица» вошли фугасные снаряды с дистанционной трубкой для ведения заградительного зенитного огня.
В качестве метательного заряда применялся порох марки RPC/38. Он состоял из 69,45 % нитроцеллюлозы, 25,3 % диэтиленгликоль-динитрата, 5 % централита, 0,15 % оксида магния и 0,1 % графита и выпускался в виде жгутов трубчатого сечения. Порох был ещё более безопасным чем RPC/12 времён Первой мировой войны и обладал относительно невысокой температурой и скоростью горения, что повышало живучесть стволов.
Полный заряд состоял из двух частей. Основной заряд 112,5 кг пороха был заключён в латунную гильзу диаметром 420 мм и массой 70 кг. Дополнительный заряд имел массу 99,5 кг и был заключён в шёлковый картуз. Оба полузаряда досылались в орудие одним движением прибойника. С использованием этого заряда 800 кг снаряду сообщалась начальная скорость 820 м/с. Боекомплект составлял 108 снарядов на ствол. Максимальная вместимость погребов — 1004 снаряда.
Двухорудийные башни 380-мм орудий имели обозначение Drh LC/34 — то есть «вращающаяся башня» (Drehscheiben- Lafette) образца 1934 года. Башни располагались по линейно возвышенной схеме — по две башни в оконечностях, одна выше в другой. В немецком флоте они, с носа в корму, обозначались по правилу диктовки букв немецкого алфавита: «Anton» (Антон), «Bruno» (Бруно), «Caesar» (Цезарь) и «Dora» (Дора). Барбет башен опирался на броневую палубу, под которой располагались снарядные и зарядные погреба. Установка имела шесть уровней — боевое отделение внутри башни, платформа вращения башни, платформа механизмов, промежуточная платформа, снарядный и затем зарядный погреба. В возвышенных башнях «Бруно» и «Цезарь» имелась ещё одна промежуточная платформа.
Погон был шариковым. Привод вертикальной, вспомогательный привод горизонтальной наводки, приводы вспомогательных элеваторов и ряда резервных механизмов системы подачи были гидравлическими. Давление в системе гидравлики примерно 70,3 кг/см². Из-за пожароопасности минеральные масла не применялись и в качестве рабочего тела использовалась смесь из равных долей дистиллированной воды и глицерина, с добавлением небольшого количества касторового масла. Орудия размещались в индивидуальных люльках. Вертикальная наводка осуществлялась при помощи гидравлического поршня, передающего усилие на скреплённый с орудием зубчатый сектор через зубчатый шток и шестерню. Углы возвышения орудий от −5° до +30°. Максимальный угол был меньше чем у линкоров других стран, так как немецкие инженеры считали для Северного моря большее значение избыточным. Горизонтальная наводка осуществлялась электромотором с червячной передачей на шестерни. В качестве резервного применялся переносной электромотор с цепным приводом. Углы обстрела всех башен составляли по 145° от диаметральной плоскости на каждый борт.
Все башни первоначально оснащались 10-метровыми дальномерами. Из носовых башен их впоследствии убрали. Башенные визиры располагались с внешней стороны каждого орудия. В задней части башни стояли электрические вентиляторы для вытяжки дыма и газов. На крыше были смонтированы два перископа С/6.
Заряжание осуществлялось при постоянном угле в 2,5°. Для каждого орудия имелись индивидуальные снарядные и зарядные подъёмники. Снаряд подавался вертикально подъёмником в башню, где помещался на перегрузочный стол и разворачивался в зарядное положение. Затем цепным прибойником снаряд досылался в орудие. Заряды подавались между орудиями и перегружались на ожидающий лоток. Затем лоток перемещался поперёк башни в позицию для заряжания и досылался тем же цепным прибойником. Привод подачи был гидравлическим. Существовал резервный ручной привод, но для его работы требовались усилия 10-14 человек.
Максимальная практическая скорострельность составляла примерно 2,3 выстрела в минуту. Официально цикл стрельбы составлял 26 с при угле возвышения в 4°. И был соответственно больше при больших углах возвышения. Сами специалисты Круппа считали, что подготовленный персонал способен обеспечить цикл стрельбы 20 сек и скорострельность 3 выстрела в минуту.

#### Противоминная артиллерия
Немецкие специалисты считали, что для эффективного отражения атак эсминцев необходимо орудие калибра не менее 150 мм. Артиллерийское бюро германского флота считало невозможным создание универсального орудия, эффективного при стрельбе как по воздушным, так и по надводным целям. В результате «Бисмарк», как и «Шарнхорст», получил 150-мм противоминную и 105-мм зенитную батареи.
Противоминную батарею составляли те же двенадцать 150-мм/55 орудий SK С/28, но размещённые в двухорудийных установках. Орудие состояло из внутренней трубы, кожуха и казённой части с вертикальным клиновым затвором. Нарезка типа «Рейнметалл» — кубическая парабола с изменением шага нарезки с 50 до 30 калибров на оборот. В состав противооткатных устройств входили два гидравлических тормоза отката и один пневматический накатник.
На линкорах бронебойный 150-мм снаряд не использовался и в боекомплект входили только фугасные снаряды двух типов — с донным взрывателем L/4,6 и головным взрывателем L/4,5 с возможностью оснащения трассером. Вес обоих снарядов — 45,3 кг. В первом заряд взрывчатого вещества составлял 3,058 кг, а во втором — 3,892 кг. Также имелся осветительный снаряд массой 41 кг. На «Тирпице» в 1944 году появился снаряд с дистанционной трубкой для ведения заградительного огня по самолётам.
Заряжание ручное, раздельно-гильзовое. Заряд пороха RPC/32 массой 14,5 кг помещался в латунную гильзу весом 9,35 кг. Максимальная ёмкость погребов — 1800 снарядов. По проекту боезапас составлял по 105 снарядов на орудие. Фактически обычно принималось 1288 фугасных снарядов, из них 622 с донным взрывателем и небольшое количество осветительных снарядов.
Двухорудийные башни Drh LC/34 производились концерном «Рейнметалл-Борзиг». Они размещались по три по бортам и имели обозначения BI, BII, BIII для левого борта, и SI, SII и SIII для правого, считая с носа в корму. Башни имели разную массу — I весили 110т, II — 116,25 т и III — 108 т. Барбеты башен I доходили до верхней платформы, у остальных только до броневой палубы. Перегрузочное отделение башен I находилось под броневой палубой, у остальных башен внутри барбета на уровне броневой палубы. Основной и вспомогательный приводы горизонтальной наводки — электрические. Для вертикальной наводки использовался гидравлический привод. Характерной особенностью было наличие единого досылателя для обоих стволов.
Башни оснащались перископом С/4. Средние башни дополнительно оснащались 6,5-м дальномерами. Угол вертикального наведения башен от −10° до +40°. Угол горизонтальной наводки для башен I составлял 135°, для остальных — 150—158°. Для тренировки прислуги 150-мм и 105-мм орудий между башнями «Цезарь» и «Дора» было установлено два тренировочных станка.

#### Зенитная артиллерия дальнего действия
Линкоры были вооружены 16 105-мм/65 зенитками SKC/33. Орудие имело лейнированный ствол и вертикальный клиновый затвор. Заряжание унитарное. Масса снаряда 15,1 кг, выстрела— 27,35 кг. Восемь спаренных установок размещались на первом ярусе надстройки побортно и обозначались по аналогии с 150-мм орудиями BI — BIV для левого и SI — SIV для правого борта. Размещение на кораблях серии несколько различалось — на «Тирпице» установки размещённые прямо перед катапультой были сдвинуты на 3 м в корму и на 5 м к ближе борту.
Сами установки были различных моделей. На «Бисмарке» четыре носовых были модели Dop. LC/31, изначально спроектированные под 88-мм орудия. Они были установлены ещё при достройке в июне-июле 1940 года. Во время стоянки в Готенхафене 4—18 ноября 1940 года были смонтированы четыре оставшихся установки, но это уже были новые Dop. LC/37 спроектированные под 105-мм орудия. «Тирпиц» получил только установки Dop.LC/37.
Установки имели стабилизацию в трёх плоскостях и дистанционно управлялись с помощью привода Питтлер-Тома от командно-дальномерного поста, также стабилизированном в трёх плоскостях. Основным видом заряжание было ручное. Существовало электромеханические устройство заряжания, но оно работало не на всех углах возвышения. Подача боеприпасов из погребов осуществлялась центральными элеваторами, с дальнейшим перемещением к орудиям вручную. Установка дистанционного взрывателя производилась вручную на устройстве, размещённом на казённой части орудия. Автоматической установки дистанции не было. Общий боезапас составлял 6720 выстрелов — по 420 на ствол.
| Основные ТТХ использовавшихся орудий и автоматов      | Основные ТТХ использовавшихся орудий и автоматов | Основные ТТХ использовавшихся орудий и автоматов | Основные ТТХ использовавшихся орудий и автоматов | Основные ТТХ использовавшихся орудий и автоматов | Основные ТТХ использовавшихся орудий и автоматов | Основные ТТХ использовавшихся орудий и автоматов | Основные ТТХ использовавшихся орудий и автоматов | Основные ТТХ использовавшихся орудий и автоматов |
| Орудие                                                | 38 cm SK C/34                                    | 15 cm SK C/28                                    | 10.5 cm/65 SK C/33                               | 10.5 cm/65 SK C/33                               | 3.7 cm/L83 SK C/30                               | 2 cm/65 C/30                                     | 2 cm/65 C/38                                     | 2 cm/65 C/38                                     |
| ----------------------------------------------------- | ------------------------------------------------ | ------------------------------------------------ | ------------------------------------------------ | ------------------------------------------------ | ------------------------------------------------ | ------------------------------------------------ | ------------------------------------------------ | ------------------------------------------------ |
| Калибр/ длина ствола, калибров                        | 380-мм/52                                        | 150-мм/55                                        | 105 мм/65                                        | 105 мм/65                                        | 37-мм/83                                         | 20-мм/65                                         | 20-мм/65                                         | 20-мм/65                                         |
| Год разработки                                        | 1934                                             | 1928                                             | 1933                                             | 1933                                             | 1930                                             | 1930                                             | 1938                                             | 1938                                             |
| Масса орудия с замком, кг                             | 111 000                                          | 9080                                             | 4560                                             | 4560                                             | 243                                              | 64                                               | 57,5                                             | 57,5                                             |
| Скорострельность, в/мин                               | 2,3-3                                            | 6-8                                              | 15-18                                            | 15-18                                            | 30                                               | 120—280                                          | 220—480                                          | 220—480                                          |
| Тип затвора                                           | Клиновый                                         | Клиновый                                         | Клиновый                                         | Клиновый                                         | Клиновый                                         | Клиновый                                         | Клиновый                                         | Клиновый                                         |
| Тип заряжания                                         | раздельно-гильзовое                              | раздельно-гильзовое                              | унитарное                                        | унитарное                                        | унитарное                                        | унитарное                                        | унитарное                                        | унитарное                                        |
| Заряд, кг                                             | RPC/38, 212 кг                                   | RPC/38, 14,15кг                                  | RPC/32, 5,2 кг                                   | RPC/32, 5,2 кг                                   | RPC/38N, 0,365 кг                                | RPC/38, 0,120 кг                                 | RPC/38, 0,120 кг                                 | RPC/38, 0,120 кг                                 |
| Тип снаряда                                           | бронебойный Psgr. L/4,4                          | фугасный с донным взрывателем 15 cm Spgr.L/4,3   | фугасный                                         | фугасный                                         | фугасный                                         | HEI (осколочный)                                 | HEI (осколочный)                                 | HEI (осколочный)                                 |
| Масса снаряда, кг                                     | 800                                              | 45,3                                             | 15,1                                             | 15,1                                             | 0,742                                            | 0,134                                            | 0,134                                            | 0,134                                            |
| Начальная скорость, м/с                               | 820                                              | 875                                              | 900                                              | 900                                              | 1000                                             | 835                                              | 835                                              | 835                                              |
| Дальность, м/угол возвышения                          | 35 550/30°                                       | 23 300/40°                                       | 17 700/45°                                       | 17 700/45°                                       | 8500/45°                                         | 4900/45°                                         | 4900/45°                                         | 4900/45°                                         |
| Досягаемость по высоте, м/угол возвышения             |                                                  | -                                                | 12 500/80°                                       | 12 500/80°                                       | 6800/85°                                         | 3700/85°                                         | 3700/85°                                         | 3700/85°                                         |
| Установки                                             |                                                  |                                                  |                                                  |                                                  |                                                  |                                                  |                                                  |                                                  |
| Обозначение                                           | Drh LC/34                                        | Drh L. C/34                                      | Dop. L. C/31                                     | Dop. L. C/37                                     | Dop. LC/30                                       | L/30                                             | L/30                                             | Vierling L/38                                    |
| Количество стволов                                    | 2                                                | 2                                                | 2                                                | 2                                                | 2                                                | 1                                                | 1                                                | 4                                                |
| Масса вращающейся части, кг                           | 1 052 000                                        | 108 000— 116 000                                 | 27 805                                           | 27 055                                           | 3670                                             | 420                                              | 416                                              | 2150                                             |
| Углы возвышения                                       | −5,5°/+30°                                       | −10°/+40°                                        | −8°/+80°                                         | −10°/+80°                                        | −9°/+85°                                         | −11°/+85°                                        | −11°/+85°                                        | −10°/+90°                                        |
| Скорость наведения вертикального/горизонтального гр/с | 6/5,4                                            | 9/8                                              | 10/8                                             | 12/8,5                                           | ручное 3/4                                       | ручное                                           | ручное                                           | ручное                                           |

#### Зенитные автоматы
По проекту на «Бисмарке» должно было стоять шестнадцать 37-мм орудий С/30 и двенадцать 20-мм автоматов С/30 или С/38, все производства концерна «Рейнметалл-Борзинг».
37-мм зенитное орудие С/30 было полуавтоматическим, со стволом моноблоком и вертикальным клиновым затвором. Тормоз отката был гидравлическим, накатник пружинным. Оно монтировалось в спаренной установке Dop. LC/30. Установка обеспечивала углы вертикального наведения −9/+85°. Установка оснащалась элеватором, с выводом подачи сзади орудия. Дальше выстрел вручную передавался к орудию.
Установка имела стабилизацию в трёх плоскостях с помощью гироскопов и силового привода. Масса установки составляла 3670 кг, из которых 630 кг приходилось на силовой привод. Полностью стабилизированная установка в теории повышала эффективность зенитного огня. Но хорошая идея страдала от проблем в реализации. Силовой привод оказался неспособным отрабатывать быстрые рывки корабля, а воздействие воды на открытую установку приводило к многочисленным замыканиям электрических цепей.
20-мм автомат С/30 по сравнению с «Эрликоном» имел большую массу снаряда и досягаемость по высоте, но проигрывал в скорострельности — на практике 120 в/минуту из-за ёмкости магазина всего в 20 патронов. Модель С/38 удалось облегчить и, повысив ёмкость магазина до 40 патронов, довести практическую скорострельность до 220 в/ минуту.
Оба автомата монтировались в одиночных установках L/30 с массой 420 кг и расчётом в 4-6 человек. В 1941 году фирма «Маузер» разработала удачную четырёхствольную установку L/38 «фирлинг» («Flak-Vierling»). Установка массой 2150 кг имела собственный прицел и силовой привод. По штату боекомплект 37-мм орудий составлял по 2000 выстрелов на орудие, но на практике достигал 34 100. Общий запас 20-мм патронов на «Тирпице» к 1941 году довели до 54 000, а к 1944 до 90 000. По некоторым данным он достигал 117 000 патронов.

#### Авиационное вооружение
Первоначально новые линкоры собирались оснастить двумя поворотными катапультами фирмы «Хейнкель», но затем их заменили на две поперечные катапульты производства кильской верфи «Дойче Верке». Они располагались поперёк корабля на общем фундаменте позади дымовой трубы, соединяясь стартовыми торцами в районе диаметральной плоскости и были направлены к разным бортам. Ряд вспомогательных механизмов катапульт был общим. Каждая катапульта имела разгонную дорожку шириной 1 м и длиной 14,6 м и выдвижной участок длиной ещё 16 м. В сложенном состоянии общая длина катапульт составляла 32 м. Пуск самолёта осуществлялся с помощью сжатого воздуха.
Для хранения самолётов предусматривались три ангара. Ангар № 1 площадью 120 м² на два самолёта находился под грот-мачтой. В плане он напоминал трапецию, длиной 12,8 м, шириной 9,6 м и высотой 6-6,2 м. Ангары № 2 и № 3 размещались по бортам от дымовой трубы и предназначались для предполётной подготовки самолётов. Их площадь составляла по 60 м² и в них могло размещаться по одному самолёту. Крыши этих ангаров были усилены и использовались для хранения шлюпок. 34 тонны авиационного топлива, а также бомбы и патроны для самолётов, хранились в погребе под нижней палубой.
От ангаров к катапульте шли рельсовые пути для перемещения самолётов. Побортно от дымовой трубы стояли краны, использовавшиеся для установки самолётов на катапульты и подъёма их с воды. Эти же краны обслуживали шлюпки. Теоретически на линкорах могло размещаться до шести самолётов — четыре в ангарах и по одному на катапультах. Это планировалось, но на практике больше четырёх машин корабли не несли, чтобы не создавать сложностей при предполётной подготовке.
К началу второй мировой войны стандартным гидросамолётом стал «Арадо» Ar 196. Этот одномоторный двухпоплавковый гидросамолёт мог нести две 50-кг бомбы и проводить разведку в течение 4 часов. Благодаря неплохим лётно-техническим характеристикам и вооружению из двух 20-мм пушек и трёх 7,9 мм пулемётов мог использоваться в качестве эрзац-истребителя против основных британских ударных самолётов начала войны — архаичных бипланов «Суордфиш» и «Альбакор».
Все корабельные гидросамолёты принадлежали 196-й бортовой авиагруппе (англ. Bordfliegergruppe 196). Пилоты и обслуживающий персонал относились к Люфтваффе и носили авиационное обмундирование.

#### Торпедное вооружение
По проекту торпедное вооружение не предусматривалось, однако после атлантических рейдов «Адмирала Хиппера», «Шарнхорста» и «Гнейзенау» стало понятно, что артиллерия не слишком эффективна против торговых судов и для их уничтожения желательно наличие торпед. В марте 1941 года командующий флотом Лютьенс предложил установить на всех линкорах палубные торпедные аппараты. На «Бисмарк» их установить не успели. «Тирпиц» в сентябре 1941 года получил два четырёхтрубых 533-мм торпедных аппарата. Они были установлены между катапультами и кормовыми 150-мм установками. Общий боезапас составлял 24 торпеды типа G7a. Запасные торпеды хранились на палубных стеллажах перед аппаратами. Боевые части торпед хранились в погребах под броневой палубой. Система управления торпедной стрельбой не устанавливалась.

#### Средства пассивной защиты
Для постановки дымовых завес линкоры имели химические дымогенераторы, располагавшиеся на батарейной палубе в выгородке у ахтерштевня. По сути это были канистры с хлорсульфоновой кислотой, которая под давлением сжатого воздуха выпускалась через люки в верхней палубе рядом с флагштоком или два отверстия у ахтерштевня. Время работы одной канистры — 20 минут. С появлением радаров ценность дымоаппаратуры снизилась, но она оставалась на «Тирпице» до конца войны. Для защиты от магнитных взрывателей мин и торпед линкоры оборудовались размагничивающим устройством. Его кабель проходил под нижним краем броневого пояса.

#### Приборы наблюдения и управления огнём
Система управления огнём
Для управления артиллерийским огнём 380-мм и 150-мм орудий применялась система «образца 1935 года». Аналогичная устанавливалась на линкорах типа «Шарнхорст» и тяжёлых крейсерах типа «Адмирал Хиппер». В состав системы входили три командно-дальномерных поста (КДП), два вычислительных поста и башенные дальномеры. Носовой КДП размещался на задней половине носовой боевой рубки на уровне ходового мостика. Основной размещался на передней башнеподобной надстройке. Кормовой размещался на кормовой боевой рубке. Основной КДП находился на высоте 31 м над уровнем моря и в нём по боевому расписанию находился старший артиллерийский офицер. Все КДП оснащались стереоскопическими дальномерами. На носовом стоял 7,5-м дальномер, на остальных — 10,5-метровый. По проекту 10,5-м дальномерами оснащались все башни главного калибра. В ходе испытаний «Бисмарка» выяснилось, что линзы дальномера башни «Антон» на высокой скорости постоянно заливаются брызгами, что делает его неработоспособным. Аналогичные проблемы наблюдались у «Шарнхорста» и «Гнейзенау» во время атлантического рейда. Поэтому на «Бисмарке» в декабре 1940-январе 1941 года дальномер с башни «Антон» демонтировали. На «Тирпице» это сделали ещё во время достройки. Левая и правая средние 150-мм башни были оборудованы в качестве резервных постов управления 150-мм батарей своего борта и оснащались 6,5-м дальномерами.
Все три КДП были стабилизированы в трёх плоскостях. Автоматическая стабилизация обеспечивалась гироскопами, возникающие рассогласования компенсировались вертикальным и горизонтальным наводчиками. Два передних поста оснащались тремя визирами центральной наводки ZG (Zielgerat) C/38S. Их перископы размещались под колпаками на бронированных крышах. Кормовой пост оснащался только двумя визирами. Все визиры имели максимальный сектор обзора в 15°.
В КДП собирались и усреднялись данные о дистанции от всех дальномеров или брались показания радара. К ним добавлялись данные о направлении на цель и её курсовом угле, после чего отправлялись на вычислительный пост. В вычислительном посте находился весь комплект оборудования, способный производить расчёты для 380-мм и 150-мм орудий. Главный вычислительный пост располагался под броневой палубой на средней платформе в отсеке XV. Кормовой располагался в отсеке VII и имел аналогичный носовому комплект оборудования, за исключением вычислителя для стрельбы по береговым целям. В носовом КДП одновременно могли обрабатываться данные с верхнего и нижнего КДП, что позволяло применять их по разным целям.
Геометрический вычислитель выдавал дистанцию, курс и скорость цели. В баллистическом вычислителе эти данные с поправкой на курс и скорость собственного корабля, ветер, износ стволов преобразовывались в углы наведения и возвышения орудий. Далее в эти данные вносились поправки на продольную и поперечную качку корабля, рассчитываемые в находящихся рядом помещениях с гироскопами. Вертикальная наводка орудий могла быть подключена к системе дистанционного управления, связанной с системой управления артиллерийским вооружением.
Система управления зенитным огнём состояла из главного поста и четырёх КДП. Главный пост размещался на верхней площадке башнеподобной надстройки. Он оснащался четырьмя приборами слежения за целью Zeilanweisergerate или ZAG, в которых применялись стереоскопы типа R.40. С их помощью определялось положение наблюдаемого самолёта относительно корабля. Задачей центрального поста заключалась в обнаружении и распределении целей.
Четыре КДП типа SL-8 располагались в сферических колпаках и защищались 14-мм бронёй. Они были стабилизированы в трёх плоскостях, за что, в купе с внешним видом, получили прозвище на флоте «качающиеся горшки». КДП оснащался 4-метровым ночным стереодальномером и весил 40 т. КДП обозначались как А, В, С и D. Два первых поста стояли по бокам от башнеподобной надстройки, ещё один за грот мачтой и четвёртый перед башней «Цезарь». Основной пост управления зенитным огнём размещался под броневой палубой на верхней палубой в отсеке XV. Резервный пост располагался на средней платформе в отсеке IX.
Для управления стрельбой ночью осветительными снарядами использовались две визирных колонки С/38 с расположением в носу и корме. На крыльях адмиральского мостика были установлены два ночных 3-м стереодальномера, которые могли использоваться как резервные для управления зенитным огнём.
Централизованного управления зенитным огнём 37-мм орудий не было. Имелись восемь ручных дальномеров с базой 1,25, данных с которых голосом передавались командирам орудий.
Все дальномеры производились фирмой «Carl Zeis Jena», КДП — берлинской «Kreiselgerate GmbH». Из-за подготовки комплекта КДП для передаваемого СССР «Лютцова» оснащение ими «Бисмарка» шло с задержками. КДП с 10,5 дальномерами установили в ноябре 1940, а 7,5-м только в марте 1941 года. С SL-8 дело обстояло ещё хуже. В свой атлантический рейд «Бисмарк» ушёл без двух кормовых КДП. В качестве временной замены на их месте были установлены сухопутные Kdo.Ger.40 фирмы «Цейс», не имевшие стабилизации и противоосколочной защиты.
Прожекторы
Линкоры оснащались семью 150-см боевыми прожекторами фирмы «Сименс-Шукерт». Один размещался на спонсоне башнеподобной надстройки над адмиральским мостиком. Четыре размещались на площадке у дымовой трубы, при этом передние закрывались раздвижными защитными куполами в виде полусферы. Ещё два располагались по бокам кормового возвышенного зенитного КДП. Прожектора имели дистанционный привод от визирных колонок С/38. Три колонки располагались у носового ночного поста управления огнём, и ещё по одной по бортам под кормовым КДП главного калибра.
Гидроакустическое оборудование
Для обнаружения подводных лодок, надводных кораблей и торпед была установлена гидроакустическая шумопеленгаторная система GHG (Gruppenhorhgerat) типа AN- 301т. Производителем станции была бременская «Атлас Верке». В состав станции входили две группы по 62 гидрофона, расположенных подковой в районе 199—202 шпангоута с правого и левого борта.
Радиолокаторы
При вступлении в строй «Бисмарк» имел три радиодальномера FuMO 23. В отличие от британцев, немцы использовали радары как дальномер, а не для поисковых целей. Антенны этих радаров располагались на всех трёх КДП главного калибра. Антенна «матрасного» типа имела размер 6х3 и состояла из 6 рядов по 16 диполей. Радар мощностью 8 кВт работал на длине волны 81,5 см с частотой сигнала 500 Гц. Дальность действия до 25 км, точность определения пеленга ±3°, дистанции — около 70 м.
Весной 1941 года на «Бисмарке» была смонтирована экспериментальная радиолокационная станция для обнаружения воздушных целей FuMO 21. Её антенна в виде трёх двойных изогнутых диполей стояла ниже прожекторной площадки на башеннодобной надстройке. Но работы над ней завершить до гибели корабля не успели.
«Тирпиц» при вступлении в строй нёс на КДП три РЛС FuMO 23. Примерно в январе 1942 года на верхнем КДП установили дополнительную башенку, к передней части которой крепилась антенна радара FuMO 27, а сверху на штоке антенна пассивного детектора радиолокационного излучения FuMB 7 «Тимор».
Во время ремонта весной-летом 1944 года радиолокационное вооружение было обновлено. На верхнем КДП вместо FuMO 23 и FuMO 27 был поставлен новый радар FuMO 26. Он имел антенну размерами 6,6×3,2 м с горизонтальной поляризацией, дававшей лучшее разрешение — точность 0,25° по пеленгу. На фок-мачте была установлена РЛС обнаружения воздушных целей FuMO 30 «Хохентвиль-К». Она работала на частоте 556 МГц (длина волны примерно 54 см) и имела дальность действия 12-20 км. Точность определения дистанции составляла ±150 м, пеленга ±2°. Вместо FuMB 7 были установлены радиопеленгаторы FuMB 4 «Самос» и FuMB 6 «Палау». На кормовом зенитном КДП был смонтирован радар FuMO 213 с параболической антенной диаметром 3 м. Он работал на частоте 560 МГц и обеспечивал дальность обнаружения самолёта до 40-60 км с точностью по пеленгу ±1,15°. При этом сам КДП пришлось поднять на 2 м.

### Броневая и противоторпедная защита
Традиционно для германских линкоров «Бисмарк» получил солидное бронирование — общий вес брони на «Бисмарке» составлял 18 700 т. В абсолютном выражении больше было только у «Ямато». А по доле от проектного водоизмещения — 40 % германский линкор был лидером. Схема бронирования была отступлением от общемировой практики. После Ютланда большинство стран, вслед за США, перешло на схему бронирования «всё или ничего», оптимальную для боёв на дальних дистанциях, на которых чаще будут поражаться палубы. По этой схеме высокий пояс одинаковой толщины накрывался сверху толстой бронепалубой, образуя вместе с траверзами броневую цитадель. Из неё выступали хорошо забронированные барбеты и башни орудий главного калибра и боевые рубки (кроме англичан, использовавших для них броню средней толщины). Остальные части линкора имели в лучшем случае противоосколочное бронирование.
Германские же адмиралы собирались воевать в Северном море, где по условиям видимости более вероятны были средние дистанции боя. Поэтому применённая ими схема бронирования имела явный приоритет вертикальной защиты над горизонтальной. При этом защита распределялась по большей площади, чем было принято в других странах.

#### Броневой материал
Все броневые материалы для линкора поставлялись монополистом в этой сфере — концерном Крупп. Поверхностно-упрочнённая броня времён Первой мировой войны при использовании современных прочных снарядов показала недостаточную стойкость. Поэтому Круппом по заказу флота с 1930 года был разработан ряд новых материалов. С использованием добавок молибдена прочность брони удалось поднять на 25 % по сравнению с прежними видами брони.
Для толстых плит применялась поверхностно-упрочнённая броня КС (Krupp Cementiert). Для различия более ранняя броня получила обозначение KC a/A, а новая KC n/A. Дальше по тексту под названием КС упоминается именно вторая. Броня содержала 3,78 % никеля, 2,06 % хрома, 0,34 % углерода, 0,31 % марганца и 0,2 % молибдена. Закалённый слой достигал 40-50 % толщины плиты. Считается что по своим характеристикам она лишь немного уступала лучшей в мире британской СА.
Из-за широкого использования сварки старая гомогенная броня KNC (Krupp Non Cementiert) не подходила, поэтому было разработано семейство сталей марки «Wotan». Wh (Wotan hart) или «тяжёлая» была основной и широко применялась для толстой брони. Wsh (Wotan starrheit) или «повышенной твёрдости» применялась для тонких листов. Ww (Wotan weich) «лёгкая» гомогенная броня была более мягкой и применялась в противоторпедных переборках (ПТП), где требовалась большая эластичность материала.

#### Вертикальная защита
Вертикальное бронирование в целом повторяло тип «Шарнхорст». Разница заключалась по большей части в изменении толщин некоторых плит и применении вертикальной ПТП вместо наклонной. Вся броня свыше 100 мм изготавливалась из КС, остальная — Wh.
Пояс шёл по длине от 32 до 203 шпангоута и состоял из двух рядов плит. Нижний, главный пояс имел толщину 320 мм на «Бисмарке» и 315 на «Тирпице» и высоту 4,8 м. В нижней, подводной части, на 30 % высоты пояса начиналось утоньшение до 170 мм по нижней кромке. Верхняя кромка пояса поднималась над батарейной палубой на 100 мм. Нижняя опускалась на 1600 мм ниже проектной ватерлинии. На верхней кромке был сделан уступ для соединения с плитами верхнего пояса. Верхний пояс имел толщину 145 мм и доходил до верхней палубы. Этот пояс предназначался для защиты от снарядов с крейсеров и эсминцев.
Плиты обоих поясов укладывались на тиковую подкладку толщиной 60 мм и притягивались к обшивке броневыми болтами диаметром 70 и 50 мм. Вертикальные кромки между собой не соединялись. В средней части пояс был вертикальным, в районе башен повторял обводы корпуса и имел заметный наклон наружу — 17, 10, 7 и 8—10 градусов в районе башен «А», «В», «С» и «D» соответственно. Ряды листов обшивки под поясом имели разную толщину — 16 мм в нижней и средней части и 18 мм в верхней, увеличиваясь до 25 мм в районе кормовых 150-мм башен.
За поясом, на расстоянии 5,5 от него в районе миделя, шла продольная противоосколочная переборка толщиной 25-30 мм. Её нижняя часть ниже броневой палубы являлась главной ПТП и опускалась вертикально к IX стрингеру. Она изготавливалась из 45-мм стали Ww и крепилась к силовому набору корпуса клёпкой.
Пояс замыкался траверзами по шпангоутам 32 и 202,7. Носовой траверз внутри ПТП имел толщину 145 мм KC между верхней и батарейной палубами, 220 мм KC между батарейной палубой и верхней платформой и 180 мм KC между верхней и средней платформами. Между ПТП и бортом траверз набирался из плит Wh толщиной 100 мм. Кормовой траверз был устроен аналогично, за исключением того, что участок между верхней и нижней платформой не бронировался, так как рули защищала толстая броневая палуба. По шпангоуту 10,5 шёл дополнительный траверз. Между батарейной палубой и верхней палубой он имел толщину 150 мм, а выше и ниже — 45 мм толщину.
Пояс был продлён в оконечности. В носовой части он имел длину 38,5 м и шёл до самого форштевня. Его высота составляла 3895 мм, а толщина 60 мм. В корме его толщина составляла 80 мм, а высота 2100 мм, из которых 1500 шло ниже КВЛ. Пояс в оконечностях изготавливался из брони Wh и имел планки для клёпанного соединения с обшивкой борта выше и ниже него. Общий вес вертикальной брони включая противоторпедные переборки — 8 136 532 кг.

#### Горизонтальное бронирование
Горизонтальная защита состояла из двух палуб из стали Wh. Верхняя палуба шла от шп. 10,5 до шп.224. На большей площади она имела толщину 50 мм. В районе барбетов 150-мм орудий её толщина увеличивалась до 80 мм. Крепление плит между собой производилось при помощи сварки. Основное назначение этой палубы — взведение взрывателей бомб, с тем чтобы взрыв происходил выше главной бронепалубы. Вес этой палубы составлял 2 248 053 кг.
В отличие от типа «Шарнхорст» главную броневую палубу удалось расположить чуть выше ватерлинии. Над котельно-машинной установкой между ПТП её толщина составляла 80 мм. Над погребами ГК она увеличивалась до 95 мм (до 100 мм на «Тирпице»). От ПТП к борту эта палуба шла скосом под углом 22°. В отличие от британской схемы времён первой мировой войны, скос не доходил до нижней кромки пояса, выходя к борту в 1000 мм над его нижней кромкой. Толщина скосов составляла 110 мм на «Бисмарке» и 120 мм на «Тирпице». Горизонтальная часть палубы крепилась броневыми болтами, а скосы — плоскими заклёпками. Крепление к ПТП шло сваркой, для усиления использовались двойные полосы брони шириной по 300 мм. Общий вес этой палубы составлял 4 293 264 кг.
Для защиты дымоходов и вентиляционных решёток на уровне главной бронепалубы ставились броневые решётки. Вместо набора из колосников, как на линкорах первой мировой, они изготавливались из плит гомогенной брони повышенной толщины с насверленными отверстиями.
В корме ниже уровня ватерлинии шла промежуточная броневая палуба, прикрывающая рулевое управление. Она была постоянной толщины в 110 мм, шла между шпангоутами 10,5 и 32 и имела сложную форму. В носовой оконечности главная палуба не бронировалась, но от носового траверза до 215 шпангоута верхняя платформа бронировалась 20-мм листами.

#### Защита артиллерии
Башни главного калибра имели форму сложного многогранника — коробки с вертикальными стенками и скосами крыши спереди и по бокам. Из 14 граней почти все были плоскими, кроме передней и задней стенок башни, выполненных в форме секторов цилиндра. Лобовая стенка башни имела толщину 360 мм, боковые — 220 мм вертикальные и 150-мм наклонные листы, задняя стенка — 320 мм. Плоская часть крыши была толщиной 130 мм, наклонная часть крыши спереди и сзади имела толщину 180 мм. Пол башни вне барбета имел толщину 50-150 мм. Все плиты кроме пола, изготавливались из КС и крепились болтами.
Барбеты выше верхней палубы имели толщину 340 мм и немного опускались ниже уровня палубы. Только на «Тирпице» участки барбета между башнями у диаметральной плоскости утоньшались до 220 мм. Между верхней и броневой палубами шло второе кольцо брони толщиной 220 мм. Весь материал — КС.
Башни 150-мм орудий по форме также были многогранниками и состояли из 12 плоских плит и закруглённой задней стенки. По сравнению с «Шарнхорстом» их бронирование было уменьшено. Лобовая плита имела толщину 100 мм, бок 40 мм, передняя плита крыши 15 мм, задняя плита крыши и пол имели толщину 20 мм. Барбеты башен имели диаметр 4,95 м и опирались на броневую палубу. Выше главной палубы они имели толщину 80 мм, ниже верхней палубы прикрывались поясом и потому имели толщину 20 мм.
105-мм зенитки имели противоосколочное бронирование. На «Бисмарке» установки модели С/33 имели 15 мм лоб и 10 мм борта и основание. На «Тирпице» стояли зенитки модели С/37, у которых лоб имел толщину 20 мм, борта 10 мм, а тыльная часть и основание 8 мм. Весь материал Wh, за исключением лобовых плит 150-мм орудий, изготавливавшихся из КС.

#### Рубки и посты управления
Носовая рубка была двухъярусной и в плане имела форму овала со срезанной передней стенкой. Стенки рубки изготавливались из пяти плит КС толщиной 350 мм. Крыша имела сложную форму под размещение перископов и визиров управления огнём. Толщина крыши 200 мм. Пол имел толщину 70 мм. Коммуникационная труба диаметром 1 м имела стенки толщиной 220 мм. Кормовая боевая рубка была одноярусной почти прямоугольной формы. Стенки имели толщину 150 мм, пол и крыша 50 мм. Коммуникационная труба диаметром 0,8 м имела толщину стенок 50 мм.
Посты управления огнём имели достаточно мощное бронирование. Командно-дальномерный пост (КДП) на носовой боевой рубке имел 120-мм стенки, 100-мм крышу и 50-мм пол. КДП на надстройке защищался 30-мм стенками и 20-мм крышу и пол. Пост управления под ним защищался 60-мм стенками и 20-мм полом и крышей. КДП на кормовой рубке имел 100-мм стенки, 50-мм крышу и 30-мм пол.
Кроме того, лёгкое противоосколочное бронирование из листов стали Wh или Whs толщиной от 10 до 20 мм имели некоторые помещения в носовой надстройке и купола стабилизированных постов управления зенитным огнём.

#### Конструктивная подводная защита
Противоторпедная защита (ПТЗ) рассчитывалась на защиту от подводного взрыва 250-кг заряда тринитротолулола на глубине в половину проектной осадки. Она прикрывала погреба башен главного калибра, котельные и машинные отделения. Конструкция ПТЗ основывалась на полномасштабных испытаниях со старым броненосцем «Пронесен». По результатам этих испытания за главной противоторпедной переборкой решили разместить так называемую фильтрационную камеру — полость ограниченную ещё одной водонепроницаемой переборкой. Задачей этой камеры была локализация протечек в главной ПТП. Саму полость решено было использовать как туннель для прокладки кабелей. Но из-за увеличения свыше запланированных габаритов котлов и машин корабля дополнительную переборку на всю высоту сделать не получилось. Она опускалась только примерно до половины высоты котельных и машинных отделений. Её отсутствие в нижней части снижало стойкость ПТЗ и привело к затоплению котельного отделения на «Бисмарке» при попадании 356-мм снаряда в бою в Датском заливе.
Конструкция ПТЗ от борта до главной ПТП была конструктивно подобна применявшейся на германской дредноутах в первую мировую войну. Этот объём был разделён внешней ПТП на две полости. Расстояние от обшивки борта до этой ПТП на миделе 2347 мм. Первая полость ПТЗ была камерой расширения, задачей которой было расширение давления газообразных продуктов взрыва на как можно большую площадь. Вторая полость представляла собой камеру поглощения, гасящую энергию взрыва. В отличие от дредноутов угля на «Бисмарке» не было, и энергия взрыва тратилась на гидравлическое сопротивление нефти, находящейся в этом отсеке. Для эффективной работы этой камеры цистерны должны были быть заполнены на 70-75 %. Меньшая величина уменьшала сопротивление, большая приводила к риску гидравлического удара по главной ПТП. Остаточную энергию взрыва воспринимала главная ПТП, имевшая толщину 45 мм и изготавливавшейся из мягкой брони Ww. Глубина ПТЗ была различной по длине. В районе машинно-котельных отделений она составляла 5,5 м. В районе погребов концевых башен «А» и «D» она была наименьшей — 3,05 м. У возвышенных башен она была несколько больше — 3,51 м у башни «В» и 3,35 м у башни «С». Меньшая глубина ПТЗ в районе погребов компенсировалась размещением помещений между ПТП и погребом. Их ширина составляла порядка 2,4 м.

#### Остойчивость
Противоторпедную защиту дополняло хорошее деление на водонепроницаемые отсеки. Поперечными переборками корпус делился на 22 водонепроницаемых отсека. Машинные и котельные отделения делились дополнительными продольными переборками на 3 водонепроницаемых отсека (отсек X бортовых турбин только на два переборкой по диаметральной плоскости). Ряд отсеков, особенно в оконечностях, дополнительно делился водонепроницаемыми переборками на более мелкие. В итоге на нижней платформе насчитывалось примерно 200 изолированных помещений, а на верхней платформе — свыше 250. В сочетании с прекрасно организованной борьбой за живучесть корабля это делало германские линкоры чрезвычайно устойчивыми к подводным повреждениям. Не удивительно, что несмотря на множественные повреждения, в том числе от торпед, «Бисмарк» до последнего держался на ровном киле.
Не в последнюю очередь это было связано с хорошим запасом остойчивости. Благодаря большому весу корпусных конструкций увеличивалась метацентрическая высота — при водоизмещении 40 200 т она составляла 3,6 м, а при полном боевом в 53 200 т достигала 4,4 м. Диапазон остойчивости правда был меньше чем у зарубежных аналогов — угол максимальной остойчивости 35° и нулевой 53° при водоизмещении 40 200 т, а при полном боевом составлял 31° и 65° соответственно. Это связано в основном с тем, что высоту борта старались сделать небольшой, что в результате привело к довольно скромному соотношению длины корпуса к высоте борта — 16,7 к 1.

### Энергетическая установка
В качестве главной энергетической установки линкоры типа «Бисмарк» получили турбозубчатую трёхвальную установку на паре высоких параметров. С середины 1920-х годов немцы разработали несколько типов прямоточных высоконапорных котлов с рабочим давлением до 100 атм. В котле с естественной циркуляцией вода делает несколько оборотов по контуру циркуляции. В высоконапорном котле испарение происходит за один цикл. Под давлением от насоса вода проходит через экономайзерную, испарительную и перегревательную секции трубки, превращаясь в пар нужных параметров.
Котлы
На линкорах типа «Бисмарк» стояло 12 высоконапорных водотрубных котлов Вагнера, размещавшихся в шести котельных отделениях один напротив другого. Котельные отделения двумя группами по три были расположены XI и XIII отсеках. Между ними в отсеке XII располагалось вспомогательное оборудование и посты управления. Котлы могли запускаться из холодного состояния в работу в течение 20 минут и имели достаточно широкий диапазон регулировки. Для поддержания крейсерской скорости в 19-21 узлов были задействованы только по два котла на вал. Все котлы запускались только при скоростях начиная с 27 узлов. Для большей живучести котлы могли подключаться к общей системе в различных комбинациях.
Котлы для «Бисмарка» изготавливала фирма «Блом унд Фосс», а для «Тирпица» — верфь в Вильгельмсхафене и концерн «Дешимаг». Максимально допустимое давление котла 68 кг/см². При рабочем давлении 58 кг/см² температура перегретого пара составляла 450°С, а паропроизводительность 50 т/ч. Рабочий вес одного котла 52,8 т, в том числе воды в нём 4,85 т. Рабочая площадь котла 320 м², пароперегревателя 120 м², ёмкость для нагрева воздуха объёмом 144 м³ и площадью нагрева 685 м². Циркуляция воды естественная. Общий КПД котлов достигал 80 %.
Каждый котёл имел по три коллектора, пароперегреватель, горизонтальный предварительный нагреватель воздушного типа, но не имел экономайзера. Вода и нефть подогревались выходящим паром. В торце котла размещались две ротационных нефтяных форсунки. Поступающий воздух подогревался топочными газами, а вода — паром. Из-за небольшого объёма воды для котла требовалось быстро изменять соотношение поступающей воды, воздуха и нефти. Поэтому на нём стояла автоматическая система управления фирмы «Аскания».
В целом система показала очень капризной и ненадёжной в эксплуатации и сложной в настройке. Она была требовательна к чистоте воды и даже с применением специальной системы очистки накипь быстро забивала тонкие трубки сложной формы.
Для питания вспомогательных механизмов на нижней платформе перед центральным котельным отделением носовой группы был установлен специальный вспомогательный котёл.
Турбозубчатые агрегаты
Трёхвальная установка была не характерна для линейных кораблей других стран, но немцы с времён первой мировой войны отдавали предпочтение именно ей. Бортовые турбозубчатые агрегаты (ТЗА) стояли сразу за котельными отделениями, а центральный был сдвинут дальше в корму. Для «Бисмарка» ТЗА изготовила фирма строитель и они были почти аналогичны установленным на «Адмирале Хиппере». Для «Тирпица» их изготовила швейцарская «Браун-Бовери» и они были другой конструкции.
Зубчатый редуктор был одноступенчатым. Турбоагрегат был чрезвычайно сложным и громоздким — на «Бисмарке» было целых пять турбин. Три турбины переднего хода (высокого, среднего и низкого давления, соответственно ТВД, ТСД и ТНД). И две турбины заднего хода среднего и низкого давления. Все турбины Кертиса — реактивного типа. На «Тирпице» была добавлена турбина крейсерского хода. Крейсерская и турбины высокого давления были активно-реактивного типа, остальные — реактивного.
На «Тирпице» в комплект турбин была включена ещё турбина переднего хода с номинальной частотой вращения 4130 об/мин. Она присоединялась к ТВД.
Максимальная проектная мощность на валах для каждого агрегата составляла 46 000 л. с.(34,3 МВт) при скорости вращения вала 250 об /мин. Суммарной мощности 138 000 л. с.(102,91 МВт) по расчётам хватало для достижения скорости в 29 узлов. Расход топлива при мощности в 138 000 л. с.(102,91 МВт) составлял 0,325 кг/л. с. в час. Потребление пара — примерно 5 кг/л. с. в час.
Винты трёхлопастные из марганцовистой бронзы диаметром 4,7 м. Площадь вращения центральный по шп. 16,5, бортовых — шп. 23,5. Смотря с кормы в нос левый и средний винты вращались против часовой стрелки, правый — по часовой.
На испытания «Бисмарк» при водоизмещении 41 700 т показал среднюю продолжительную скорость 30,12 узла при мощности 150 170 л. с.(111,98 МВт) и 265 об/мин. Максимальная скорость на мерной миле 31 узел. «Тирпиц» при водоизмещении 43 200 т показал скорость 30,81 узла при мощности в 163 000 л. с.(121,55 МВт) и 278 об/мин, а при 138 000 л. с.(102,91 МВт) — 29 узлов.
Электрооборудование
Для обеспечения потребителей электрическим током имелось четыре главных электростанции. На нижней платформе в отсеке VIII по правому и левому борту размещались отделения генераторов № 1 и № 2, с установкой в каждой по четыре дизель-генератора мощностью 500 кВт. Четыре из них были резервными. В отсеке XIV также побортно располагались отделения генераторов № 3 и 4. В них суммарно стояло шесть турбогенераторов — пять по 690 кВт и один 460 кВт. Основные потребители запитывались постоянным током с напряжением 220 В. Нормальная нагрузка в сети составляла 3910 кВт.
Ряд оборудования запитывались от цепи переменного тока. В отсеке VII по правому борту стоял отдельный дизель генератор с 6 цилиндровым дизелем мощность 460 л. с. (343 кВт) (кратковременная получасовая 550 л. с./410 кВт). Дополнительно к 460-кВт турбогенератору мог подключаться преобразователь переменного тока мощностью 400 кВт.
В отсеке IX по бортам располагались главные распределительные щиты № 1 и 2.
Запас хода
Извлекаемый запас нефти 7400 т на «Бисмарке» и 7780 т на «Тирпице». Максимальный запас при этом составлял 8297 т, но часть его невозможно было извлечь. По проектным расчётам дальность должна была составить 14 000 миль 15-узловым ходом, но она соответствовала благоприятным условиям мирного времени. Но потом расход вспомогательных механизмов был пересчитан для военных реалий и расчётная дальность сократилась вдвое до 7000 миль на 15 узлах. По результату эксплуатации существовали две оценки дальности «Бисмарка» — первая: 8600 миль на 15 узлах, 8150 на 21, 5200 на 27 и 3750 миль на 30 узлах и вторая: 9280 миль на 16 узлах, 8525 миль на 19 узлах, 6640 миль на 24 узлах, 4500 миль на 28 узлах.

## Окраска

### «Бисмарк»
На момент вступления в строй «Бисмарк» имел стандартную окраску. Корпус выше ватерлинии был окрашен в тёмно-серый цвет, надстройки — в светло-серый, козырьки дымовых труб в чёрный, ватерлиния была тёмно-серого, а подводная часть корпуса — красного цвета. Верхняя палуба имела естественный цвет деревянного покрытия, а палубы надстроек были покрыты светло-коричневым линолеумом.
В марте 1941 года линкор получил камуфляжную окраску. Оконечности были затемнены, на них нанесены фальшивые носовые и кормовые волны, что должно было создавать ложное впечатление о габаритах, скорости и направлении движения корабля. На надстройках были нанесены чёрно-белые зигзагообразные полосы, с целью затруднить определение дистанции с помощью оптических дальномеров. Для опознавания с воздуха собственными самолётами на верхней палубе в носовой и кормовой части были нанесены чёрные свастики в белых кругах на фоне красных полос. С этой же целью крыши башен главного и среднего калибра были окрашены в красный цвет.
В мае 1941 года полосы на надстройках были закрашены белым. Перед выходом в атлантический рейд весь камуфляж был закрашен, за исключением фальшивой носовой волны. Утром 26 мая был выдан приказ закрасить крыши башен в жёлтый цвет, но успели ли его выполнить — точно не известно.

### «Тирпиц»
Для маскировки от английских воздушных налётов при постройке «Тирпиц» в конце 1940 года был закамуфлирован под бараки и портовые сооружения. При вступлении в строй имел стандартную окраску — тёмно-серый корпус, светло-серые надстройки и башни. В июле 1941 года крыши башен главного калибра, их орудийные стволы и козырёк трубы были окрашены в тёмный цвет. В декабре 1941 года башням главного калибра вернули светло-серую окраску.
При нахождении в Норвегии в феврале 1942 года оконечности были окрашены в тёмный цвет. В мае 1942 года надстройки и башни частично получили зелёный камуфляж. В июне при стоянке во фьорде окраска приобрела ещё больше элементов окружающей обстановки. Надстройки и башни получили камуфляж с преобладанием зелёного цвета. Оконечности получили окраску светло-серого цвета. Правый борт был закамуфлирован с использованием зелёного и коричневого. Левый борт, которым «Тирпиц» стоял к берегу, не перекрашивался.
Перед операцией против PQ-17 и июле 1942 года линкор получил окраску для действий в северных широтах. Оконечности имели светло-серый цвет, а средняя часть корабля красилась светло-серыми и тёмно-серыми полосами. В сентябре 1942, июле 1943 и марте 1944 года камуфляж несколько менялся, но общая схема оставалась той же.
В июле 1944 года схему изменили. Тёмно-серым цветом были закрашены корпус, нижняя часть надстройки и нижние башни. Серым закрашивались возвышенные башни и остальная надстройка. Верх носовой надстройки и дальномер были окрашены в белый цвет. Эта схема камуфляжа использовалась до момента гибели корабля.

## Модернизации

### «Бисмарк»
При вводе в строй на «Бисмарке» отсутствовали три главных дальномера на КДП и четыре кормовые 105-мм зенитки. В октябре-ноябре 1940 года установили верхний и кормовой дальномеры. Тогда же он получил оставшиеся зенитки новой модели LC/37.
При испытаниях был выявлен ряд недостатков, которые устраняли в Гамбурге в течение декабря 1940 -января 1941 года. За это время были выполнены следующие работы: с башни «Антон» снят 10,5 метровый дальномер, вентиляционные отверстия в барбете башни «Бруно» были уменьшены и получили защиту от брызг, раструб кормового вентилятора левого борта развёрнут в корму, два больших вентиляционных люка в машинные отделения, расположенные с обеих сторон надстройки получили защищающий от брызг кожух, такие же проёмы между катапультой и кранами закрыты до 1/3 высоты, по обеим сторонам катапультного блока установлены рабочие мостики.
В марте 1941 года был установлен носовой 7-метровый дальномер. В конце апреля на прожекторной площадке носовой надстройки два одиночных 20-мм автомата заменены четырёхствольными «фирлингами». Число 20-мм автоматов достигло 18.

### «Тирпиц»
На «Тирпице» дальномер с башни «Антон» сняли ещё при постройке. Все зенитные директора имели полусферические колпаки. Вскоре после вступления в строй линкор получил соединительную платформу между фок-мачтой и дымовой трубой.
В июле 1941 года на носовой надстройке перед ходовым мостиком были установлены четыре дополнительных 20-мм автомата. В сентябре 1941 года установили торпедные аппараты и четыре «фирлинга». Два из них стояло на прожекторной площадке носовой надстройки, а два между зенитными КДП «С» и «D». Всего количество 20-мм автоматов увеличилось до 30 стволов — 4 счетверённых и 14 одиночных.
Зимой 1941—1942 годов на верхнем КДП установили радар FuMO 27. На дальномерах на адмиральском мостике установили защитные колпаки. Одиночные 20-мм автоматы на площадке дымовой трубы заменили на «фирлинги».
В мае 1942 года четыре одиночных 20-мм автомата перед мостиком были перенесены на кормовую надстройку, а на их месте установлен четырёхствольный 20-мм автомат. Ещё один «фирлинг» был установлен на огороженной площадке на крыше башни «Бруно». Общее число 20-мм стволов достигло 44 — восемь фирлингов и 12 одиночных.
К марту 1943 года две одиночных 20-мм установки на верхней палубе у башни «Дора» перенесли дальше в корму, а на их месте установили два «фирлинга». К лету 1944 года «Тирпиц» нёс 78 20-мм автоматов, из них 18 «фирлингов». По некоторым данным их количество достигало 80 — 16 счетверённых и 16 одиночных.
Для размещения дополнительных автоматов пришлось снять прожекторы на площадках у дымовой трубы. Самолёты были фактически не нужны, поэтому из трёх ангаров оставили только один одноместный. Примерно в это время на зенитный пост «С» был установлен радар FuMO 213, но к моменту гибели его уже сняли.

## Список кораблей типа
| Название             | Название в период постройки                      | Верфь-строитель                   | Дата закладки | Дата спуска на воду | Дата вступления в состав флота | Дата вывода из состава флота/гибели | Судьба |
| -------------------- | ------------------------------------------------ | --------------------------------- | ------------- | ------------------- | ------------------------------ | ----------------------------------- | --- |
| Бисмарк («Bismarck») | Schlachtschiffe «F», «Ersatz Hannover»           | Blohm + Voss, Гамбург             | 1.7.1936      | 14.2.1939           | 24.8.1940                      | 27.5.1941                           | Погиб в бою с британскими ЛК «Rodney» и «King George V» и КРТ «Dorsetshire» в 400 милях от Бреста.               |
| Тирпиц («Tirpitz»)   | Schlachtschiffe «G», «Ersatz Schleswig Holstein» | Кригсмариневерфт, Вильгельмсхафен | 2.11.1936     | 1.4.1939            | 25.2.1941                      | 12.11.1944                          | Потоплен британскими бомбардировщиками «Ланкастер» с использованием сверхтяжёлых бомб «Tallboy» в Тромсё-фьорде. |

## Служба
«Бисмарк» и «Тирпиц» часто сравнивают с лайнерами «Титаник» и «Олимпик». «Бисмарк», как и «Титаник», погиб в своём первом дальнем плавании и приобрёл легендарную известность, в то время как «Тирпиц» и «Олимпик» гораздо менее известны, хотя и прослужили намного дольше.

### «Бисмарк»
До начала мая 1941 года «Бисмарк» проходил курс боевой подготовки на Балтике. В мае «Бисмарк» и тяжёлый крейсер «Принц Ойген» были выделены для проведения операции «Рейнбург» против британского судоходства в Северной Атлантике. 19 мая корабли вышли из Готенхафена (Гдыня). В Каттегате их обнаружил шведский крейсер «Готланд». Несмотря на нейтралитет Швеции информация попала британскому военно-морскому атташе. А 21 мая во время стоянки в Корс-фьорде близ Бергена они были обнаружены британской разведкой. Флот метрополии начал свою операцию по перехвату германских рейдеров. 23 мая крейсера «Саффолк» и «Норфолк» обнаружили германское соединение в Датском заливе и навели на него линейный крейсер «Худ» и линкор «Принс оф Уэллс». В завязавшемся утром 24 мая скоротечном бою «Худ» получил несколько попаданий 380-мм снарядов с «Бисмарка», взорвался и затонул. «Принц оф Уэлс» после непродолжительной перестрелки вышел из боя, добившись трёх попаданий 356-мм снарядов в «Бисмарк». Одним из снарядов была пробита носовая топливная цистерна. Лютьенс принял решение разделить корабли. «Принц Ойген» продолжил рейд, а «Бисмарк» пошёл в Брест. Вечером 24 мая «Бисмарк» имел непродолжительную перестрелку с «Принс оф Уэлс», а позже его атаковали 9 торпедоносцев «Суордфиш» с «Викториес». Они добились одного попадания, но оно пришлось по всей видимости в пояс и не вызвало серьёзных повреждений.
Ночью 25 мая британский флот «потерял» «Бисмарк» и обнаружил его лишь утром на следующий день. Корабли перехватить его уже не успевали и в атаку вечером 26 мая были брошены 15 «Суордфишей» с авианосца «Арк Ройал». «Бисмарк» получил два попадания, одним из которых было выведено из строя рулевое устройство. Корабль снизил ход. Ночная атака четырёх британских и одного польского эсминца была безуспешной. Утром 27 мая «Бисмарк» был обнаружен главными силами адмирала Тови— линейными кораблями «Родней» и «Кинг Джордж V». Во время боя «Бисмарк» был слабо управляем и оказать достойного сопротивления не смог. Получив значительное число попаданий 406-мм и 356-мм снарядов, он лишился хода и артиллерии. Добит торпедами с тяжёлого крейсера «Дорсетшир» и затонул в 300 милях от Бреста в точке 48°10′00″ с. ш. 16°12′00″ з. д.. Спасено было всего 115 человек. Среди погибших 2290 членов экипажа были адмирал Лютьенс и командир корабля Линдеман. Корпус корабля в 1988 году был обнаружен экспедицией Балларда на глубине 4500 м.

### «Тирпиц»
«Тирпиц» проходил до конца 1941 года курс боевой подготовки. За время подготовки временно в сентябре 1941 года включался в состав Балтийского флота. Действовал в районе Аландских островов, перекрывая пути возможного прорыва советского Балтийского флота в нейтральную Швецию. Норвегия была объявлена Гитлером «зоной судьбы», поэтому 14 января 1942 года «Тирпиц» и карманный линкор «Адмирал Шеер» были переведены в Тронхейм. Вся дальнейшая служба линкора продолжалась в норвежских водах. Его основной задачей было мешать проводке арктических конвоев союзниками.
С 5 по 9 марта «Тирпиц» с тремя эсминцами участвовал в операции «Спортпаласт» — поиске и уничтожении конвоев PQ-12 и QP-8 в Норвежском море. Конвой обнаружен не был, потоплен был только отставший от конвоя советский пароход «Ижора». При возвращении в Нарвик эскадра была атакована 12 торпедоносцами «Альбакор» с авианосца «Викториес». Атака была безрезультатной.
2 июля состоялся выход «Тирпица» в море в рамках операции «Россельспрунг» (Ход конём) против конвоя PQ-17. Вместе с «Тирпицем» из Тронхейма в Вест-фьорд вышел тяжёлый крейсер «Адмирал Хиппер». Здесь к ним присоединились «Адмирал Шеер» и 6 эсминцев. Вечером 4 июля германские корабли вышли в море. Днём 5 июля «Тирпиц» был атакован советской подлодкой К-21, но четыре выпущенных ею торпеды в цель не попали. Лодка сообщила о нахождении линкора в море. Германская эскадра также была замечена вечером того же дня с подлодки «Unshaken» и самолёта-разведчика ДБ-3ф. Британцы приняли решение распустить конвой и суда PQ-17 прорывались в Мурманск и Архангельск самостоятельно. Германские корабли, получив известие об этом, вернулись в Алта-фьорд. Подводные лодки и авиация нанесли конвою PQ-17 тяжёлые потери: были потоплены 22 из 35 судов и два вспомогательных судна флота — одни из самых тяжёлых потерь союзников при проводке конвоев за всю войну.
Зимой 1942/1943 года «Тирпиц» прошёл текущий ремонт в Тронхеймс-фьорде. В Норвегии не было дока, способного вместить линкор, и потому для работ на подводной части корпуса использовались кессоны. В марте 1943 года линкор вернулся в Ко-фьорд. Союзники прекратили проводку конвоев и «Тирпиц» долгое время оставался в бездействии. С 6 по 9 сентября «Тирпиц» вместе с линкором «Шарнхорст», «карманным» линкором «Лютцов» и 11 эсминцами участвовал в операции «Цитронелла». Утром 8 сентября был обстрелян Баренцбург на Шпицбергене и высажен десант.
Памятуя о проблемах, устроенных «Бисмарком», союзники опасались присутствия современного линкора в водах Норвегии и для его нейтрализации провели ряд операций. 22 сентября 1943 года линкор, стоявший в Ко-фьорде, был атакован сверхмалыми подводными лодками. Две из них, Х-6 и Х-7, сумели установить под днищем «Тирпица» подрывные заряды. Их подрыв вызвал многочисленные пробоины, были погнуты валопроводы, башни главного калибра сорвало с погонов и заклинило. Ремонт проводился на месте и был закончен только к марту 1944 года. 3 апреля 1944 года британцы провели операцию «Тангстен», нанеся удар палубной авиацией с авианосцев «Victorious», «Furious», «Emperor», «Searcher», «Pursuer», «Fencer». В атаке участвовало 40 «Барракуд», 21 «Корсар», 20 «Хэлкетов» и 40 «Уайлдектов». В результате 14 попаданий 454-кг и 721-кг авиабомб линкор получил серьёзные повреждения корпуса и надстроек. Потери в экипаже составили 122 убитых и 316 раненых. Потери атакующих были минимальны — ответным огнём были сбиты 4 самолёта.
В период с 26 апреля по 1 августа 1944 года британцы предприняли ещё несколько атак с авианосцев, закончившихся неудачей. 24 августа 1944 года с авианосцев «Indefatigable», «Formidable», «Furious», «Nabob», «Trumpeter» взлетели 33 «Барракуды», 24 «Корсара», 10 «Хэллкетов» и 10 «Файрфлай». В результате атаки «Тирпиц» получил два бомбовых попадания. Одна из бомб пробила броневую палубу, но не взорвалась.
Из-за невозможности применять торпеды атаки палубными самолётами были малоэффективны. Толстая броневая палуба неплохо держала разрывы бомб, которые могли нести палубные самолёты. Поэтому британцы решили применить сверхтяжёлые 5,5-тонные бомбы «Толлбой». 15 сентября 1944 года с аэродрома близ Архангельска взлетели 27 вооружённых ими четырёхмоторных «Ланкастера» Королевских ВВС (КВВС) (эскадрильи № 9 и № 617) и атаковали «Тирпиц» в Ко-фьорде (операция «Параван»). Атака имела ограниченный успех — только одна бомба попала в носовую часть линкора, окончательно выведя его из строя — ремонт был возможен только в заводских условиях. 17 октября «Тирпиц» перешёл в Тромсё, развивая на переходе скорость не больше 8 узлов. Здесь он был посажен на мель. Но это его не спасло. 12 ноября 1944 года во время операции «Катехизис» 32 «Ланкастера» из состава 9-й и 617-й эскадрилий КВВС совершили повторный налёт с «Толлбоями». Они добились двух прямых попаданий и нескольких близких разрывов. «Тирпиц» перевернулся и затонул. Из состава экипажа погибло 902 человека. В течение 1948—1957 годов корпус линкора был разделан на металл.

## Оценка проекта
Линкоры типа «Бисмарк» стали эволюционным развитием предыдущего типа «Шарнхорст», унаследовав от него принцип защиты и среднюю артиллерию двух калибров. Спроектированные для боя на средних дистанциях в условиях плохой видимости в Северном море, эти линкоры по ряду параметров сильно отличались от современников из других стран.
И по доле водоизмещения, выделенной на бронирование, и по его абсолютной массе, «Бисмарк» находился в лидерах среди пост-вашингтонских линкоров. Но само распределение брони было оригинальным и оценка его специалистами очень неоднозначна, вплоть до диаметрально противоположных мнений. Идя вразрез с общемировой практикой, эти линкоры были защищены не по принципу «всё или ничего», а по схеме, сходной со схемой бронирования дредноутов периода Первой мировой войны. В первую очередь это было вызвано оптимизацией для боя на средних дистанциях, из-за чего их иногда называют «линкорами плохой погоды».
Главный броневой пояс был довольно тонким — всего 320 мм, однако за ним размещался скос толщиной 110 мм. На «Тирпице» пояс был чуть тоньше — 315 мм, зато скосы имели толщину 120-мм. Это давало в районе ватерлинии защиту, эквивалентную 600—700 мм. Поэтому настильным огнём поразить жизненно-важные части корпуса было практически невозможно. Этого не смогли сделать «Родней» и «Кинг Джордж V», стреляя в «Бисмарк» в упор с 4-5 км, этого не смог бы сделать на реальных дистанциях боя и японский «Ямато» с его 460-мм орудиями.
Такая схема обладала и недостатком. Броневая палуба прикрывала только машинно-котельную установку. Пояс хоть и прикрывал всю высоту борта, но его верхний слой имел толщину всего 145 мм. Этого было достаточно для защиты от огня крейсеров, но недостаточно для защиты от огня линкоров. Весь объём внутри корпуса над броневой палубой фактически отдавался на растерзание снарядам линкоров противника. В последнем бою «Бисмарка» это привело к невозможности перемещения по кораблю, так над бронепалубой бушевали пожары, а под ней движению препятствовали водонепроницаемые переборки. Это послужило для Энтони Престона поводом включить «Бисмарк» в свою книгу «Худшие корабли». Не обеспечивала такая схема и защиты от поднырнувших снарядов. Как отмечает Чаусов в своём анализе поствашингтонских линкоров, по факту линкоры типа «Бисмарк» собирались применять в качестве рейдеров, для которых бой на ближней дистанции с равноценным противником противопоказан. При попытке уйти от такого противника большую важность приобретала защита от огня на дальних дистанциях, на которую «Бисмарк» не рассчитывался. С другой стороны, в обоих реальных боях с участием «Бисмарка» противник быстро сближался с ним, поэтому по результатам этих сражений можно сказать, что немцы оказались правы в оценках дистанции боёв и выборе схемы бронирования.
Защита корпуса в оконечностях поясом брони средней толщины расценивалась положительно. Во-первых, она защищала от огня эсминцев, а при удачном стечении обстоятельств — и крейсеров. Во-вторых, по опыту Второй мировой войны пояс в этом месте давал защиту от осколков бомб при близких разрывах в воде. Не случайно британцы в своём последнем линкоре, построенном с учётом опыта Второй мировой войны — «Вэнгарде», также установили пояс в оконечностях, отойдя от чистой схемы «всё или ничего».
Бронирование башен и барбетов было средним. Американцы и французы защищали свои орудия главного калибра бронёй гораздо большей толщины. Неоднозначную оценку вызывает достаточно толстое бронирование постов управления огнём и надстроек. Обеспечить защиту даже от снарядов крейсеров просто не реально и бронирование свыше противоосколочного может рассматриваться как чрезмерное. По итогам последнего боя хотя защита ЖВЧ «Бисмарка» и выстояла до последнего, британцы в течение первых 20 минут боя вывели из строя его главную артиллерию и системы управления огнём.
Противоторпедная защита, рассчитанная на противостояние подводному взрыву 250 кг ТНТ, по меркам Второй мировой войны уже считалась недостаточной, однако её дополняли развитые средства и прекрасная организация борьбы за живучесть. Поэтому, несмотря на многочисленные повреждения, «Бисмарк» до последнего сохранял вертикальное положение.
Заранее закладываясь на превышение лимитов водоизмещения Вашингтонского договора, немцы выбрали для своих линкоров размещение орудий главного калибра в четырёх двухорудийных башнях по линейно-возвышенной схеме. Единственным явным недостатком такой схемы был вес. Остальные страны пытались уложиться в пределы договорных ограничений и выбирали размещение орудий в трёх- и четырёхорудийных башнях, позволявших сэкономить вес как самих башен, так и их защиты. Немцы же сознательно пошли на его увеличение, считая, что такая схема является оптимальной с точки зрения управления стрельбой, даёт лучшее распределение огня в оконечностях и хорошую живучесть. Само 380-мм орудие было выполнено по схеме «лёгкий снаряд — высокая начальная скорость». Благодаря этому имело более оптимальную для боёв на средней дистанции настильную траекторию и хорошую пробиваемость вертикальной брони, однако такая траектория приводила к худшим показателям пробиваемости палуб на дальней дистанции боя.
Неоднозначные оценки вызывает разделение среднего калибра на 150-мм неуниверсальный и 105-мм зенитный. Американцы и британцы предпочитали универсальные орудия. Немцы вполне обосновано считали, что их линкорам придётся вести бой с многочисленными крейсерами и эсминцами противника, для чего требовалось орудие калибра не менее 150 мм, сделать которое универсальным на то время было технически слишком сложно. Дополнительным недостатком было использование общей системы управления стрельбой для 380-мм и 150-мм орудий. Вместе с тем, французские 152-мм орудия трудно назвать универсальными, британские 133-мм из-за ряда недостатков не были эффективными при отражении авиационных атак, а итальянский «Литторио» имел наименьший зенитный калибр. Поэтому на момент ввода в строй «Бисмарк» и «Тирпиц» имели лучшую зенитную батарею среди европейских линкоров.
Германские линкоры получали самое совершенное радиолокационное оборудование и на «Тирпице» на момент гибели оно было лучшим среди кораблей Кригсмарине. Но как по количеству, так и по качеству радаров оно существенно уступало линкорам союзников. Не в последнюю очередь это связано с отказом немцев от разработки РЛС сантиметрового диапазона.
Благодаря «атлантическому» форштевню мореходность оценивалась довольно высоко. Дулин и Гарцке считают, что «Бисмарк» превосходил лучший по этому показателю американский линкор «Айова», а среди британских линкоров, возможно, он уступал лишь «Вэнгарду», достроенному уже после войны.
Не сработала ставка немцев на высоконапорные котлы. Хотя в теории они обеспечивали больший КПД и как результат — большую дальность плавания, на практике дальность линкоров не была выдающейся из-за расхода пара на вспомогательные механизмы. Рассчитанные на длительную работу в одном режиме, котлы Вагнера показали себя очень капризными, ненадёжными в работе и сложными в настройке.
Подводя итог можно сказать, что немцам удалось создать линкоры, соответствовавшие предъявляемым к ним требованиям, на уровне других европейских образцов. Но ничего особо выдающегося в их характеристиках, оправдывающее такое водоизмещение, не было. Среди европейских линкоров они были построены с максимальным превышением лимита водоизмещения Вашингтонского соглашения, но его можно было использовать и более рационально. Основной проблемой германских линкоров была их малая численность. Построенные для противостояния французским линкорам, они оказались по факту перед лицом более сильного противника в лице британского флота, к которому затем присоединился ещё и американский. В этой ситуации немцы попытались использовать «Бисмарк» в несвойственной ему роли рейдера и потеряли его. Оставшийся «Тирпиц», находясь в Норвегии, действовал в соответствии с концепцией «Fleet in being», скорее всего единственно возможным способом применения германских линкоров.
| Сравнительные ТТХ линкоров постройки 1930—1940-х гг. |                           |                                                         |                      |                                      |                                 |                                 |                                 |
| характеристики                                       | «Норт Кэролайн»           | «Саут Дакота»                                           | «Кинг Джордж V»      | «Шарнхорст»                          | «Бисмарк»                       | «Литторио»                      | «Ришелье»                       |
| Страна                                               | Соединённые Штаты Америки | Соединённые Штаты Америки                               | Великобритания       | Нацистская Германия                  | Нацистская Германия             | Королевство Италия (1861—1946)  | Франция                         |
| Водоизмещение стандартное/полное, т                  | 37 486/44 379             | 37 970/44 519                                           | 36 727/42 076        | 31 053/37 224                        | 41 700/50 900                   | 40 724/45 236                   | 37 832/44 708                   |
| Артиллерия главного калибра                          | 3×3 — 406-мм/45           | 3×3 — 406-мм/45                                         | 2×4, 1×2 — 356-мм/45 | 3×3 — 283-мм/54                      | 4×2 — 380-мм/47                 | 3×3 — 381-мм/50                 | 2×4 — 380-мм/45                 |
| Вспомогательная артиллерия                           | 10×2 — 127-мм/38          | На первом 8×2 — 127-мм/38 на остальных 10×2 — 127-мм/38 | 8×2 — 133-мм/50      | 4×2, 4×1 — 150-мм/55 7×2 — 105-мм/65 | 6×2 — 150-мм/55 8×2 — 105-мм/65 | 4×3 — 152-мм/55 12×1 — 90-мм/50 | 3×3 — 152-мм/55 6×2 — 100-мм/45 |
| Зенитная артиллерия                                  | 4×4 — 28-мм               | 3×4 — 28-мм                                             | 4×8 — 40-мм/40       | 8×2 — 37-мм 8×1 — 20-мм              | 8×2 — 37-мм 12×1 — 20-мм        | 8×2 и 4×1 — 37-мм 8×2 — 20-мм   | 4×2 — 37-мм 4×4 и 2×2 — 13,2-мм |
| Главный броневой пояс, мм/наклон, гр.                | 305/15°                   | 310/19°                                                 | 356 — 381            | 350                                  | 320                             | (70 + 280)/11°                  | 330/15,14°                      |
| Бронирование палубы, мм                              | 37 + 140                  | 37 + 146                                                | 25 + 127…152         | 50 + 80…105                          | 50…80 + 80…95                   | 45 + 90…162                     | 150…170 + 40                    |
| Бронирование башен ГК, мм.                           | 406 — 184                 | 457 — 300                                               | 324 — 149            | 360 — 150                            | 360 — 130                       | 350 — 150                       | 430 — 170                       |
| Бронирование боевой рубки, мм                        | 406 — 373                 | 406 — 373                                               | 114 — 76             | 350 — 200                            | 350 — 220                       | 260                             | 340                             |
| Глубина ПТЗ на уровне 0,5 осадки                     | 5,64                      | 5,45                                                    | 3,96                 | 4,5                                  | 5,5                             | 7,57                            | 7                               |
| Суммарная толщина ПТП, мм                            | 65 STS                    | 150 (STS+HTS)                                           | 57 DS                | 53 Ww                                | 53 Ww                           | 71 ER                           | 77                              |
| Энергетическая установка, л. с. / МВт                | 121 000 90,23             | 130 000 96,94                                           | 110 000 82,03        | 160 000 119,31                       | 138 000 102,91                  | 130 000 96,94                   | 150 000 111,85                  |
| Максимальная скорость, узлы                          | 27,5                      | 27,5                                                    | 28,5                 | 31                                   | 29                              | 30                              | 31,5                            |

## Комментарии
1. ↑  Нумерация шпангоутов велась с кормы в нос и соответствовала расстоянию шпангоута от кормового перпендикуляра в метрах
2. ↑  Нумерация отсеков шла начиная с кормы
3. ↑  Учитывая ряд явных ошибок в «Анатомии» (неправильное название 150-мм орудия, ошибочный вес метательного заряда для него) за основу взяты данные с www.navweaps.com. Данные из «Анатомии» брались только в случае если их нет на www.navweaps.com, либо непонятно к какой из многих модификаций относятся цифры
4. ↑  Данные даны по немецкой системе — длина ствола считается как от дульного до казенного среза. В британской и американской системе за длину ствола принимается длина самого ствола — от дульного среза до зеркала затвора. Эта цифра будет меньше, чем по немецкой системе. Так для 38 cm SKC/34 длина по британской системе — 48,3 калибра.
5. ↑  Судя по таблице у Whitley на стр. 45, эта цифра и данные ниже веса палуб — это данные «Тирпица». Отличались ли и насколько эти цифры для «Бисмарка», источники не указывают.
6. ↑  В ряде источников расхождения. У Патянина и Малова в тексте указана цифра в 180 мм, но на схеме бронирования указана 130. В Анатомии — наоборот, на схеме бронирования на стр. 59 указана 180, но в таблице на стр. 18 дается цифра 130
7. ↑  Все данные проектные.
8. ↑  В ходе боевых действий на всех кораблях была значительно усилена.